# Weilberg
Der Weilberg ist ein Gipfel (242,1 m ü. NHN) des Siebengebirges in Königswinter im nordrhein-westfälischen Rhein-Sieg-Kreis.

## Steinbruch
Besondere Bedeutung erlangt der Weilberg durch den seit 1940 stillgelegten Steinbruch, der einen Einblick in den Gesteinsaufbau des ehemaligen Vulkanfelds Siebengebirge ermöglicht.
Vor etwa 30 Millionen Jahren begann die vulkanische Tätigkeit mit einem gewaltigen Aschenregen (Trachyttuff). Magma drang in den Tuff ein und brannte ihn in einer rot gefärbten Kontaktzone; der Tuff wurde aufgewölbt und an Verwerfungen versetzt. Abschließend stieg nochmals Lava auf. Ein junger Basalt durchsetzt den älteren als schmaler Lagergang und verbreitert sich im weichen Tuff. Die Oberfläche des Vulkans ist nicht mehr erhalten, durch lang anhaltende Erosion wurde ein großer Teil von Tuff und Basalt wieder abgetragen. Über dieses Plateau floss im Pleistozän (Eiszeit) der Rhein hinweg.
Im Steinbruch Weilberg wurde im 19. und Anfang des 20. Jahrhunderts Basalt abgebaut und dann mit der Heisterbacher Talbahn – HTB – ins Tal transportiert.

## Schutzgebiet

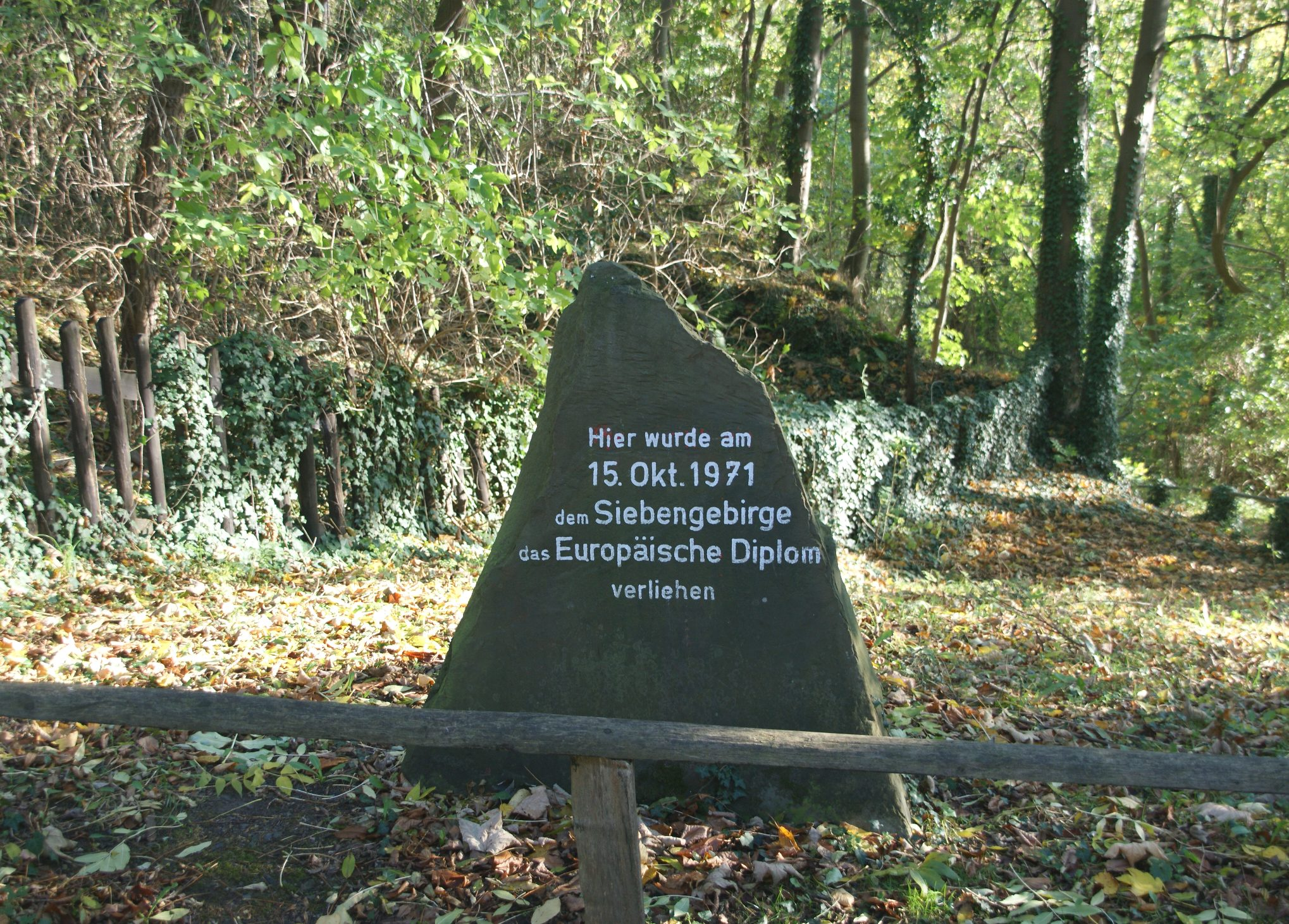
Europadiplom für das Siebengebirge

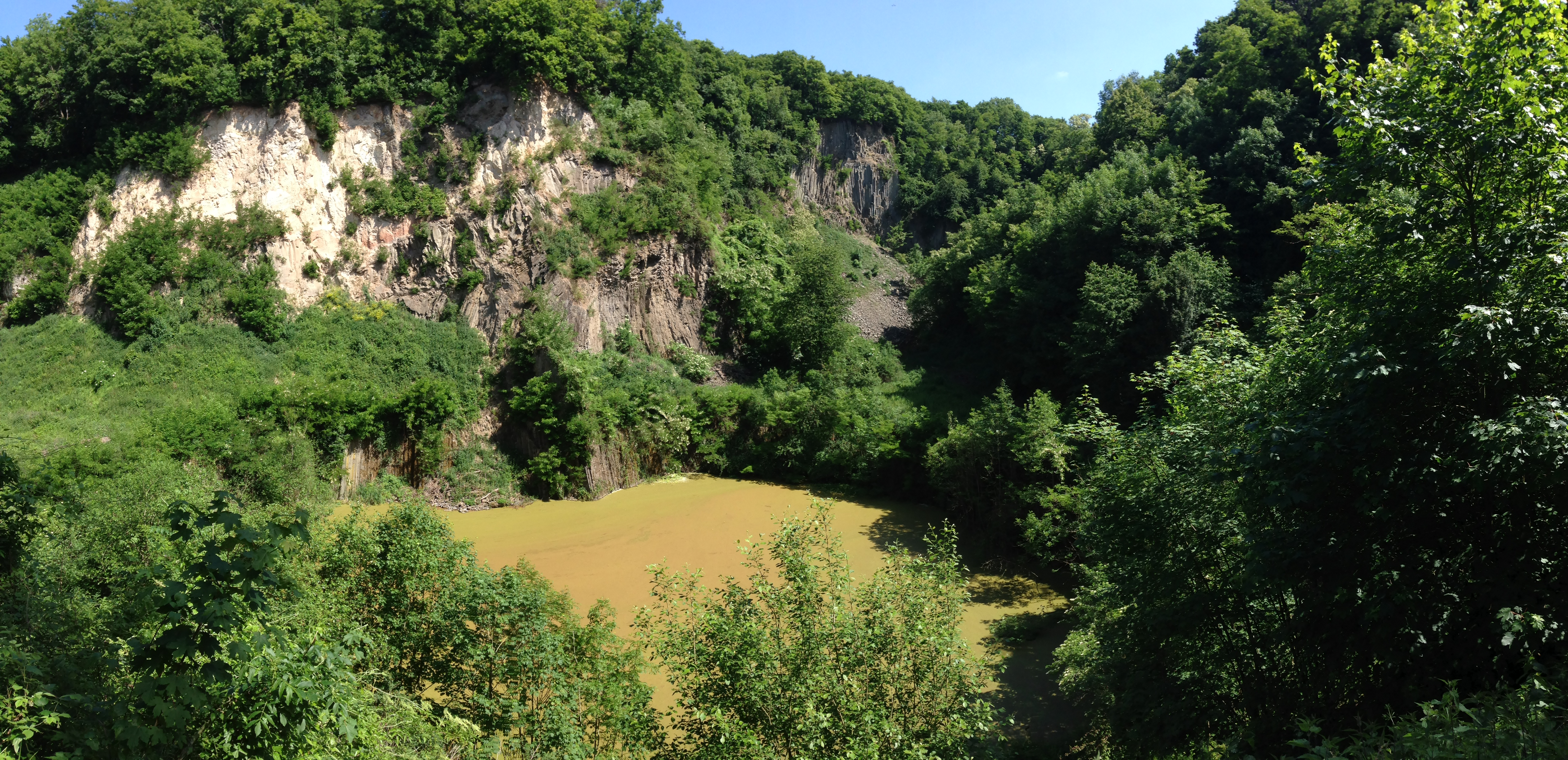
Steinbruch Weilberg (2015)

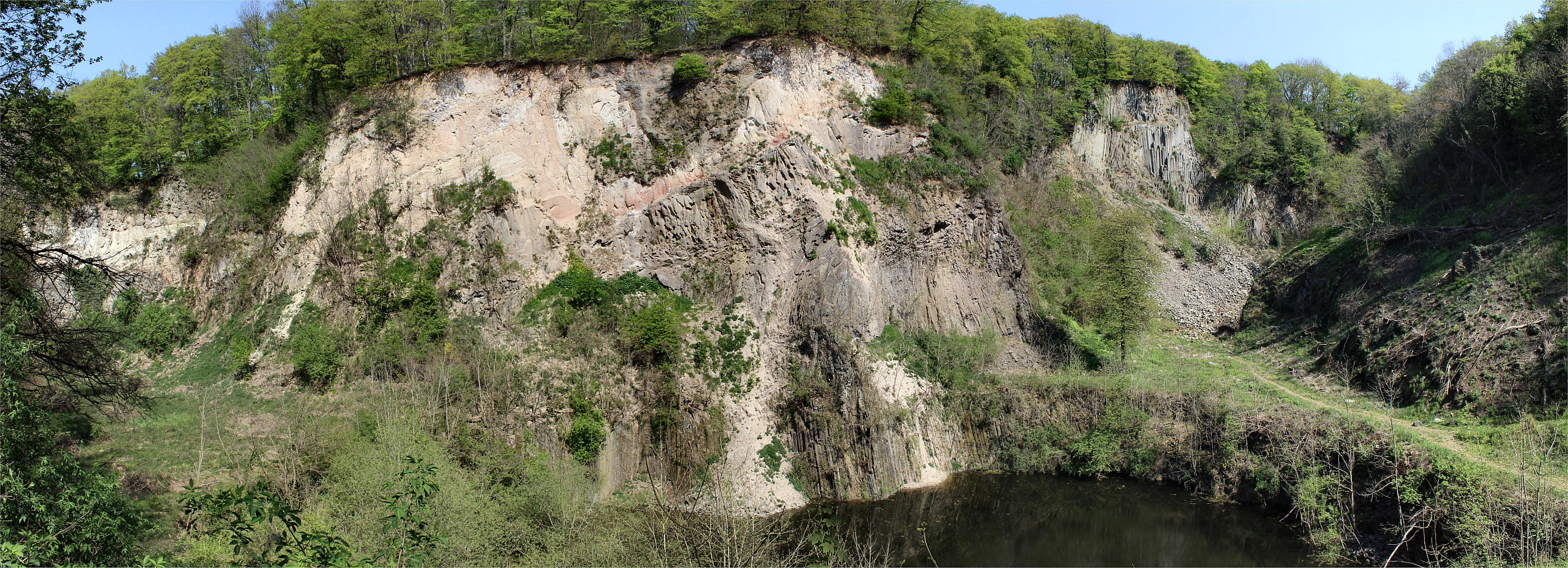
Weilberg-Steinbruch nach der Freistellung 2020

Am Weilberg wurde am 15. Oktober 1971 dem Siebengebirge das Europäische Diplom für geschützte Gebiete verliehen und 1974 zur Erinnerung daran ein Gedenkstein aufgestellt.
Der Weilberg liegt im mittleren Teil des Naturschutzgebiets „Siebengebirge“.